# 河川局
河川局（かせんきょく、英語: River Bureau）は、かつて国土交通省に置かれていた内部部局。主に河川・砂防業務を担っていた。

## 沿革
- 内務省土木局（国土局）河川課
- 1948年1月1日 - 建設院水政局
- 1948年7月10日 - 建設省河川局
- 2001年1月6日 - 国土交通省河川局
- 2011年7月1日 - 水関連行政（河川局、土地・水資源局水資源部、及び都市・地域整備局下水道部）の組織統合[2]により、機能は水管理・国土保全局へ引き継がれた。

## 組織
2008年2月時点
- 総務課
局内所掌事務の総合調整。予算、決算、経理事務の総轄調整。
- 水政課
法令の立案・審査・解釈 。河川敷地の占用許可 。河川の利用促進及び利用環境改善。
  - 水利調整室
水利使用の許可。
- 河川計画課
重点施策に関すること、事業評価に関すること、予算配分に関すること。
  - 河川計画調整室
河川整備基本方針に関すること。
  - 河川情報対策室
河川情報施策の企画・立案、総合調整。
- 河川環境課
環境政策に関すること。環境影響評価に関すること。河川等の環境保全事業に関すること。
  - 流水管理室
水利使用水利使用の許可に関する技術的審査。ダムの管理に関すること。
- 治水課
河川事業（直轄）に関すること。ダムの整備に関すること。
  - 河川保全企画室
河川の保全、管理に関すること。
  - 事業監理室
特定プロジェクトに関すること。
- 防災課
災害復旧事業に関すること。水防活動に関すること。
  - 災害対策室
防災対策の連絡調整。防災計画の総合調整。
- 砂防部
  - 砂防計画課
砂防等工事の計画に関すること。砂防事業等に関する施策の総合調整。土砂災害対策に関すること。
    - 砂防管理室
砂防関係の行政指導・監督。

  - 保全課
砂防工事、地すべり対策工事、急傾斜地崩壊対策工事、雪崩対策工事に関すること。総合的な土砂管理に関すること。
  - 海岸課
海岸の整備、利用、保全その他の管理に関すること。